# Barry Moore
Felix Barry Moore (Enterprise, 26 de setembro de 1966) é um político norte-americano e membro Câmara dos Representantes dos Estados Unidos pelo 2º distrito congressional do Alabama. Filiado ao Partido Republicano, foi membro do Câmara dos Representantes dos Estados Unidos do Alabama, de 2010 a 2018.